# Thiago Mosquito
Thiago Mosquito o semplicemente Mosquito, pseudonimo di Thiago Rodrigues da Silva (Rio de Janeiro, 6 gennaio 1996), è un calciatore brasiliano, attaccante del Nakhon Si Utd.

## Caratteristiche tecniche
È un centravanti.

## Carriera

### Club
Cresciuto nel settore giovanile del Vasco da Gama, nel 2012 passa all'Athl. Paranaense con cui debutta fra i professionisti il 2 febbraio 2014 in occasione dell'incontro del Campionato Paranaense perso 2-1 contro il Rio Branco-PR, dove segna l'unica rete della sua squadra. Il 20 aprile seguente esordisce in Série A contro il Grêmio ed una settimana più tardi va a segno contro il Vitória. 
Nel 2015 rimane senza contratto e negli anni seguenti gioca nei bassi livelli del campionato brasiliano e fa alcune esperienze all'estero, nel dettaglio in Spagna allo Llagostera, in Argentina all'Arsenal Sarandí ed in Uruguay al Dep. Maldonado, dove trova continuità a partire dal 2020.

### Nazionale
Ha giocato nella nazionale brasiliana Under-17.

## Statistiche
Statistiche aggiornate al 5 dicembre 2020.

### Presenze e reti nei club
| Stagione        | Squadra          | Campionato      | Campionato | Campionato | Coppe nazionali | Coppe nazionali | Coppe nazionali | Coppe continentali | Coppe continentali | Coppe continentali | Altre coppe | Altre coppe | Altre coppe | Totale | Totale | Totale |
| Stagione        | Squadra          | Comp            | Pres       | Reti       | Comp            | Pres            | Reti            | Comp               | Pres               | Reti               | Comp        | Pres        | Reti        | Pres   | Reti   |        |
| --------------- | ---------------- | --------------- | ---------- | ---------- | --------------- | --------------- | --------------- | ------------------ | ------------------ | ------------------ | ----------- | ----------- | ----------- | ------ | ------ | ------ |
| 2014            | Athl. Paranaense | A1/PR+A         | 1+11       | 1+1        | CB              | 1               | 0               | CL                 | 3                  | 0                  |             | -           | -           | 16     | 2      |        |
| 2015            | Vasco da Gama    | A/RJ+A          | 1+0        | 0          | CB              | 1               | 0               |                    | -                  | -                  |             | -           | -           | 2      | 0      |        |
| 2015-gen. 2016  | Llagostera       | SD              | 3          | 0          | CR              | 3               | 1               |                    | -                  | -                  |             | -           | -           | 6      | 1      |        |
| 2016            | Athl. Paranaense | A1/PR+A         | 1          | 0          | CB              | 0               | 0               |                    | -                  | -                  |             | -           | -           | 1      | 0      |        |
| 2017            | Boavista-RJ      | A/RJ+D          | 11+0       | 2+0        | CB              | 3               | 0               |                    | -                  | -                  |             | -           | -           | 14     | 2      |        |
| 2018            | Dep. Maldonado   | SD              | 2          | 0          |                 | -               | -               |                    | -                  | -                  |             | -           | -           | 2      | 0      |        |
| 2019            | Boavista-RJ      | A/RJ+D          | 7+6        | 0          | CB              | 1               | 0               |                    | -                  | -                  |             | -           | -           | 14     | 0      |        |
| 2020            | Boavista-RJ      | A/RJ+D          | 6+0        | 0          | CB              | 0               | 0               |                    | -                  | -                  |             | -           | -           | 6      | 0      |        |
| 2020            | Dep. Maldonado   | PD              | 4          | 1          |                 | -               | -               |                    | -                  | -                  |             | -           | -           | 4      | 1      |        |
| Totale carriera | Totale carriera  | Totale carriera | 60         | 6          |                 | 9               | 1               |                    | 3                  | 0                  |             | -           | -           | 72     | 7      |        |